# 長寿

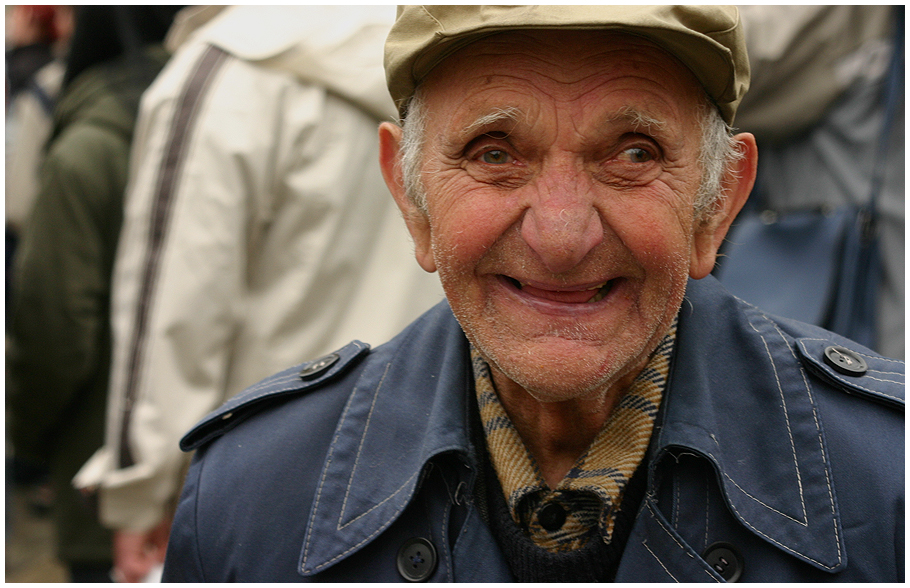
男性の高齢者（老人）。

OECD諸国の平均寿命推移。

長寿（ちょうじゅ）とは、寿命が長いこと、長生きすることを指す。また物事が長く持続している様子のことをいう。本項では特記以外、ヒトの長寿について詳述する。

## 長寿の祝い歳
日本においては以下に記す祝い歳がある。本来これら（還暦および大還暦を除く）は全て数え年での祝いであるが、現在は満年齢で祝う場合も多い。
- 060歳（≒数え61歳） 還暦（かんれき）、華甲（かこう）
- 070歳 古希（こき）
- 077歳 喜寿（きじゅ）
- 080歳 傘寿（さんじゅ）
- 081歳 半寿（はんじゅ）、盤寿（ばんじゅ）
- 088歳 米寿（べいじゅ）
- 090歳 卒寿（そつじゅ）
- 099歳 白寿（はくじゅ）
- 100歳 百寿（ひゃくじゅ・ももじゅ）、紀寿（きじゅ）
- 108歳 茶寿（ちゃじゅ）、不枠（ふわく）
- 111歳 皇寿（こうじゅ）、川寿（せんじゅ）
- 119歳 頑寿（がんじゅ）
- 120歳 大還暦（だいかんれき、≒数え121歳）、昔寿（せきじゅ）

上記のほかに112歳以上を珍寿（ちんじゅ）として毎年祝うこともある。なおギネス世界記録（GWR）は「Guinness World Records 2014（ギネス世界記録2014）」で、日本人の平均寿命は男性が80.1歳、女性が87.2歳、男女平均が83.7歳と発表している。それによると、最も平均寿命の長い国は日本（193カ国中）。

## 存命中の世界の長寿者
GWR、及びアメリカの老年学研究団体「ジェロントロジー・リサーチ・グループ（GRG）」の長寿者ランキングリスト及びその関連組織 LongeviQuest を参考に掲載する。
| 順位 | 名前                           | 年齢       | 性別 | 生年月日       | 備考                             |
| ---- | ------------------------------ | ---------- | ---- | -------------- | -------------------------------- |
| 1    | エセル・ケータハム             | 115歳363日 | 女性 | 1909年8月21日  | イギリス・イングランド在住。     |
| 2    | マリーローズ・テシエ           | 115歳90日  | 女性 | 1910年5月21日  | フランス・ヴァンデ県在住。       |
| 3    | ナオミ・ホワイトヘッド         | 114歳327日 | 女性 | 1910年9月26日  | アメリカ・ペンシルベニア州在住。 |
| 4    | ルチア・ラウラ・サンジェニート | 114歳270日 | 女性 | 1910年11月22日 | イタリア・カンパニア州在住。     |
| 5    | アンドレ・ベルトレット         | 114歳230日 | 女性 | 1911年1月1日   | フランス・マイエンヌ県在住。     |
| 6    | メアリー・ハリス               | 114歳98日  | 女性 | 1911年5月13日  | アメリカ・ニューヨーク州在住。   |
| 7    | 賀川滋子                       | 114歳83日  | 女性 | 1911年5月28日  | 日本・奈良県在住。               |
| 8    | ボニータ・ギブソン             | 114歳46日  | 女性 | 1911年7月4日   | アメリカ・ミシガン州在住。       |
| 9    | ウィニー・フェリップス         | 113歳313日 | 女性 | 1911年10月10日 | アメリカ・テキサス州在住。       |
| 10   | 岸本ふよ                       | 113歳242日 | 女性 | 1911年12月20日 | 日本・京都府在住。               |

## 存命中の日本の長寿者
上述リンクを参考に掲載する。
| 順位 | 名前       | 年齢       | 性別 | 生年月日       | 備考                       |
| ---- | ---------- | ---------- | ---- | -------------- | -------------------------- |
| 1    | 賀川滋子   | 114歳83日  | 女性 | 1911年5月28日  | 奈良県・大和郡山市在住。   |
| 2    | 岸本ふよ   | 113歳242日 | 女性 | 1911年12月20日 | 京都府・京都市上京区在住。 |
| 3    | 森スミ子   | 113歳201日 | 女性 | 1912年1月30日  | 三重県・伊勢市在住。       |
| 4    | 喜友名靜子 | 113歳70日  | 女性 | 1912年6月10日  | 沖縄県・中頭郡北谷町在住。 |
| 5    | 熊谷美穂   | 112歳303日 | 女性 | 1912年10月20日 | 兵庫県・神戸市垂水区在住。 |
| 6    | 氏名非公表 | 112歳293日 | 女性 | 1912年10月30日 | 千葉県・君津市在住。       |
| 7    | 植田アキノ | 112歳287日 | 女性 | 1912年11月5日  | 東京都・墨田区在住         |
| 8    | 氏名非公表 | 112歳277日 | 女性 | 1912年11月15日 | 京都府・京都市在住。       |
| 9    | 川路ヒデノ | 112歳264日 | 女性 | 1912年11月28日 | 兵庫県・たつの市在住。     |
| 10   | 高橋雪枝   | 112歳227日 | 女性 | 1913年1月4日   | 東京都・あきる野市在住。   |

## 存命中の世界の男性長寿者
上述リンクを参考に掲載する。
| 順位 | 名前                                 | 年齢       | 生年月日      | 備考                                                     |
| ---- | ------------------------------------ | ---------- | ------------- | -------------------------------------------------------- |
| 1    | ジョアン・マリーニョ・ネット         | 112歳318日 | 1912年10月5日 | ブラジル・セアラ州在住。                                 |
| 2    | ジョジーノ・レヴィラ・フェヘイラ     | 112歳138日 | 1913年4月3日  | ブラジル・リオグランデ・ド・ノルテ州在住。               |
| 3    | イリエ・チョカン                     | 112歳70日  | 1913年6月10日 | ルーマニア・ヴルチャ県在住。                             |
| 4    | ケン・ウィークス                     | 111歳318日 | 1913年10月5日 | オーストラリア・ニューサウスウェールズ州グラフトン在住。 |
| 5    | フリオ・サルダリィアガ・エルナンデス | 111歳289日 | 1913年11月3日 | コロンビア・アンティオキア県在住。                       |
| 6    | プリモ・オリヴィエリ                 | 111歳165日 | 1914年3月7日  | ブラジル・サンパウロ州在住。                             |
| 7    | 水野清隆                             | 111歳158日 | 1914年3月14日 | 日本・静岡県磐田市在住。                                 |
| 8    | ビタントニオ・ロヴァッロ             | 111歳144日 | 1914年3月28日 | イタリア・バジリカータ州在住。                           |
| 9    | フランシスコ・エルネスト・フィリョ   | 111歳136日 | 1914年4月5日  | ブラジル・リオデジャネイロ州在住。                       |
| 10   | 加藤光                               | 111歳109日 | 1914年5月2日  | 日本・熊本県熊本市在住。                                 |

## 存命中の日本の男性長寿者
上述リンク、厚生労働省の発表を参考に掲載する。
| 順位 | 名前     | 年齢       | 生年月日      | 備考                 |
| ---- | -------- | ---------- | ------------- | -------------------- |
| 1    | 水野清隆 | 111歳158日 | 1914年3月14日 | 静岡県・磐田市在住   |
| 2    | 加藤光   | 111歳109日 | 1914年5月2日  | 熊本県・熊本市在住。 |
| 3    | 西嶋重義 | 110歳324日 | 1914年9月29日 | 山梨県・甲府市在住。 |
| 4    | 谷垣德次 | 110歳284日 | 1914年11月8日 | 兵庫県・丹波市在住。 |

## 115歳以上に達した世界の長寿記録
アメリカの老年学研究者団体「ジェロントロジー・リサーチ・グループ（GRG）」にて認定された者を掲載する。生没年月日はグレゴリオ暦で表記。
| 位 | 名前               | 名前                                     | 性別 | 年齢       | 生年月日       | 没年月日       | 備考                                               |
| -- | ------------------ | ---------------------------------------- | ---- | ---------- | -------------- | -------------- | -------------------------------------------------- |
| 01 | フランスの旗       | ジャンヌ・カルマン                       | 女性 | 122歳164日 | 1875年2月21日  | 1997年8月4日   | 世界最高齢記録保持者。                             |
| 02 | 日本の旗           | 田中カ子                                 | 女性 | 119歳107日 | 1903年1月2日   | 2022年4月19日  |                                                    |
| 03 | アメリカ合衆国の旗 | サラ・ナウス                             | 女性 | 119歳097日 | 1880年9月24日  | 1999年12月30日 |                                                    |
| 04 | フランスの旗       | リュシル・ランドン                       | 女性 | 118歳340日 | 1904年2月11日  | 2023年1月17日  |                                                    |
| 05 | 日本の旗           | 田島ナビ                                 | 女性 | 117歳260日 | 1900年8月4日   | 2018年4月21日  |                                                    |
| 06 | カナダの旗         | マリー＝ルイーズ・メイユール             | 女性 | 117歳230日 | 1880年8月29日  | 1998年4月16日  |                                                    |
| 07 | ジャマイカの旗     | ヴァイオレット・ブラウン                 | 女性 | 117歳189日 | 1900年3月10日  | 2017年9月15日  |                                                    |
| 08 | スペインの旗       | マリア・ブラニャス・モレラ               | 女性 | 117歳168日 | 1907年3月4日   | 2024年8月19日  | アメリカ合衆国出身。                               |
| 09 | イタリアの旗       | エンマ・モラーノ＝マルティヌッツィ       | 女性 | 117歳137日 | 1899年11月29日 | 2017年4月15日  |                                                    |
| 10 | 日本の旗           | 都千代                                   | 女性 | 117歳081日 | 1901年5月2日   | 2018年7月22日  |                                                    |
| 11 | アメリカ合衆国の旗 | デルフィア・ウェルフォード               | 女性 | 117歳066日 | 1875年9月9日   | 1992年11月14日 |                                                    |
| 12 | 日本の旗           | 大川ミサヲ                               | 女性 | 117歳027日 | 1898年3月5日   | 2015年4月1日   |                                                    |
| 13 | ブラジルの旗       | フランシスカ・セルサ・ドス・サントス     | 女性 | 116歳349日 | 1904年10月21日 | 2021年10月5日  |                                                    |
| 14 | エクアドルの旗     | マリア・カポビージャ                     | 女性 | 116歳347日 | 1889年9月14日  | 2006年8月27日  |                                                    |
| 15 | ブラジルの旗       | イナ・カナバッロ・ルーカス               | 女性 | 116歳326日 | 1908年6月8日   | 2025年4月30日  |                                                    |
| 16 | アメリカ合衆国の旗 | スザンナ・マシャット・ジョーンズ         | 女性 | 116歳311日 | 1899年7月6日   | 2016年5月12日  |                                                    |
| 17 | アメリカ合衆国の旗 | ガートルード・ウィーバー                 | 女性 | 116歳276日 | 1898年7月4日   | 2015年4月6日   |                                                    |
| 18 | 日本の旗           | 巽フサ                                   | 女性 | 116歳231日 | 1907年4月25日  | 2023年12月12日 |                                                    |
| 19 | ブラジルの旗       | アントニア・ダ・サンタ・クルス           | 女性 | 116歳224日 | 1905年6月13日  | 2022年1月23日  |                                                    |
| 20 | 日本の旗           | 糸岡富子                                 | 女性 | 116歳220日 | 1908年5月23日  | 2024年12月29日 |                                                    |
| 21 | 日本の旗           | 猪飼たね                                 | 女性 | 116歳175日 | 1879年1月18日  | 1995年7月12日  |                                                    |
| 22 | フランスの旗       | ジャンヌ・ボット                         | 女性 | 116歳128日 | 1905年1月14日  | 2021年5月22日  |                                                    |
| 23 | アメリカ合衆国の旗 | エリザベス・ボールデン                   | 女性 | 116歳118日 | 1890年8月15日  | 2006年12月11日 |                                                    |
| 24 | アメリカ合衆国の旗 | ベシー・クーパー                         | 女性 | 116歳100日 | 1896年8月26日  | 2012年12月4日  |                                                    |
| 25 | イタリアの旗       | マリア＝ジュゼッパ・ロブッチ＝ナルジーゾ | 女性 | 116歳090日 | 1903年3月20日  | 2019年6月18日  |                                                    |
| 26 | ポーランドの旗     | テクラ・ユニェヴィチ                     | 女性 | 116歳070日 | 1906年6月10日  | 2022年8月19日  | オーストリア＝ハンガリー帝国出身。                 |
| 27 | 日本の旗           | 木村次郎右衛門                           | 男性 | 116歳054日 | 1897年4月19日  | 2013年6月12日  | 男性世界最高齢記録保持者。                         |
| 28 | スペインの旗       | アナ・ベラ＝ルビオ                       | 女性 | 116歳047日 | 1901年10月29日 | 2017年12月15日 |                                                    |
| 29 | イタリアの旗       | ジュゼッピーナ・プロジェット＝フラウ     | 女性 | 116歳037日 | 1902年5月30日  | 2018年7月6日   |                                                    |
| 30 | アメリカ合衆国の旗 | イースター・ウィギンズ                   | 女性 | 116歳026日 | 1874年6月1日   | 1990年7月7日   |                                                    |
| 31 | アメリカ合衆国の旗 | ジェラレアン・タリー                     | 女性 | 116歳025日 | 1899年5月23日  | 2015年6月17日  |                                                    |
| 32 | アメリカ合衆国の旗 | エディ・セッカレッリ                     | 女性 | 116歳017日 | 1908年2月5日   | 2024年2月22日  |                                                    |
| 33 | イギリスの旗       | エセル・ケータハム                       | 女性 | 115歳363日 | 1909年8月21日  | 存命中         |                                                    |
| 34 | アメリカ合衆国の旗 | エラ・ミラー                             | 女性 | 115歳351日 | 1884年12月6日  | 2000年11月21日 |                                                    |
| 35 | 日本の旗           | 中地シゲヨ                               | 女性 | 115歳345日 | 1905年2月1日   | 2021年1月11日  |                                                    |
| 36 | アメリカ合衆国の旗 | マギー・バーンズ                         | 女性 | 115歳319日 | 1882年3月6日   | 1998年1月19日  |                                                    |
| 37 | アメリカ合衆国の旗 | ディーナ・マンフレディーニ               | 女性 | 115歳257日 | 1897年4月4日   | 2012年12月17日 | イタリア王国出身。                                 |
| 38 | 日本の旗           | 秋山シモエ                               | 女性 | 115歳255日 | 1903年5月19日  | 2019年1月29日  |                                                    |
| 39 | アメリカ合衆国の旗 | クリスチャン・モーテンセン               | 男性 | 115歳252日 | 1882年8月16日  | 1998年4月25日  | デンマーク出身。                                   |
| 40 | アメリカ合衆国の旗 | ヘスター・フォード                       | 女性 | 115歳245日 | 1905年8月15日  | 2021年4月17日  |                                                    |
| 41 | 日本の旗           | 林おかぎ                                 | 女性 | 115歳236日 | 1909年9月2日   | 2025年4月26日  |                                                    |
| 42 | イギリスの旗       | シャーロット・ヒューズ                   | 女性 | 115歳228日 | 1877年8月1日   | 1993年3月17日  |                                                    |
| 43 | アメリカ合衆国の旗 | エドナ・パーカー                         | 女性 | 115歳220日 | 1893年4月20日  | 2008年11月26日 |                                                    |
| 44 | カナダの旗         | メアリ・アン・ローズ                     | 女性 | 115歳203日 | 1882年8月12日  | 1998年3月3日   |                                                    |
| 45 | 日本の旗           | 氏名非公表                               | 女性 | 115歳196日 | 1900年3月15日  | 2015年9月27日  | 09/27-                                             |
| 46 | アメリカ合衆国の旗 | マーガレット・スキート                   | 女性 | 115歳192日 | 1878年10月27日 | 1994年5月7日   |                                                    |
| 47 | アメリカ合衆国の旗 | バーニス・マディガン                     | 女性 | 115歳163日 | 1899年7月24日  | 2015年1月3日   |                                                    |
| 48 | アメリカ合衆国の旗 | ガートルード・ベインズ                   | 女性 | 115歳158日 | 1894年4月6日   | 2009年9月11日  |                                                    |
| 49 | プエルトリコの旗   | エミリアーノ・メルカド・デル・トロ       | 男性 | 115歳156日 | 1891年8月21日  | 2007年1月24日  |                                                    |
| 50 | アメリカ合衆国の旗 | ベティー・ウィルソン                     | 女性 | 115歳153日 | 1890年9月13日  | 2006年2月13日  |                                                    |
| 51 | 日本の旗           | 松下しん                                 | 女性 | 115歳150日 | 1904年3月30日  | 2019年8月27日  |                                                    |
| 52 | アメリカ合衆国の旗 | アイリス・ウェストマン                   | 女性 | 115歳128日 | 1905年8月28日  | 2021年1月3日   |                                                    |
| 53 | カナダの旗         | ジュリー・ウィンフレッド・バートランド   | 女性 | 115歳124日 | 1891年9月16日  | 2007年1月18日  |                                                    |
| 54 | ポルトガルの旗     | マリア・デ・ジェズス                     | 女性 | 115歳114日 | 1893年9月10日  | 2009年1月2日   |                                                    |
| 55 | イタリアの旗       | マリー＝ジョセフィン・ゴーディト         | 女性 | 115歳110日 | 1902年3月25日  | 2017年7月13日  | アメリカ合衆国出身。                               |
| 56 | アメリカ合衆国の旗 | スージー・ギブソン                       | 女性 | 115歳108日 | 1890年10月31日 | 2006年2月16日  |                                                    |
| 56 | アメリカ合衆国の旗 | テルマ・サトクリフ                       | 女性 | 115歳108日 | 1906年10月1日  | 2022年1月17日  |                                                    |
| 58 | フランスの旗       | マリーローズ・テシエ                     | 女性 | 115歳90日  | 1910年5月21日  | 存命中         |                                                    |
| 59 | アメリカ合衆国の旗 | エリザベス・フランシス                   | 女性 | 115歳089日 | 1909年7月25日  | 2024年10月22日 |                                                    |
| 60 | アルゼンチンの旗   | カシルダ・ベネガス                       | 女性 | 115歳081日 | 1907年4月8日   | 2022年6月28日  | パラグアイ出身。                                   |
| 61 | アメリカ合衆国の旗 | アウグスタ・ホルツ                       | 女性 | 115歳079日 | 1871年8月3日   | 1986年10月21日 | ドイツ帝国出身。 115歳を迎えた最初の確証ある人物。 |
| 62 | フランスの旗       | ヴァランティーヌ・リニー                 | 女性 | 115歳074日 | 1906年10月22日 | 2022年1月4日   |                                                    |
| 63 | オランダの旗       | ヘンドリック・ヴァン・アンデル・シッパー | 女性 | 115歳062日 | 1890年6月29日  | 2005年8月30日  |                                                    |
| 64 | アメリカ合衆国の旗 | ベッシー・ヘンドリックス                 | 女性 | 115歳057日 | 1907年11月7日  | 2023年1月3日   |                                                    |
| 65 | アメリカ合衆国の旗 | モード・ファリス＝ルーズ                 | 女性 | 115歳056日 | 1887年1月21日  | 2002年3月18日  |                                                    |
| 66 | 日本の旗           | 北川みな                                 | 女性 | 115歳046日 | 1905年11月3日  | 2020年12月19日 |                                                    |
| 67 | フランスの旗       | マリー・ブレモン                         | 女性 | 115歳042日 | 1886年4月25日  | 2001年6月6日   |                                                    |
| 68 | 日本の旗           | 乙成ヨシ                                 | 女性 | 115歳040日 | 1906年12月17日 | 2022年1月26日  |                                                    |
| 69 | 日本の旗           | 大久保琴                                 | 女性 | 115歳019日 | 1897年12月24日 | 2013年1月12日  |                                                    |
| 70 | アメリカ合衆国の旗 | アントニア・ジェレナ・リヴェラ           | 女性 | 115歳014日 | 1900年5月19日  | 2015年6月2日   | プエルトリコ出身。                                 |
| 71 | 日本の旗           | 長谷川チヨノ                             | 女性 | 115歳012日 | 1896年11月20日 | 2011年12月2日  |                                                    |
| 72 | イギリスの旗       | アニー・ジェニングス                     | 女性 | 115歳08日  | 1884年11月12日 | 1999年11月20日 |                                                    |
| 73 | 日本の旗           | 氏名非公表                               | 女性 | 115歳01日  | 1907年4月29日  | 2022年4月30日  |                                                    |

1. ↑  ただし、ある時期から身体的特徴が劇的に変化していることなど複数の疑義が提出されている。

## 国別の長寿記録一覧
| 国名                     | 年齢       | 性別 | 名前                                       | 生年月日       | 没年月日       |
| ------------------------ | ---------- | ---- | ------------------------------------------ | -------------- | -------------- |
| フランス                 | 122歳164日 | 女性 | ジャンヌ・カルマン                         | 1875年2月21日  | 1997年8月4日   |
| 日本                     | 119歳107日 | 女性 | 田中カ子                                   | 1903年1月2日   | 2022年4月19日  |
| アメリカ合衆国           | 119歳097日 | 女性 | サラ・ナウス                               | 1880年9月24日  | 1999年12月30日 |
| カナダ                   | 117歳230日 | 女性 | マリー・メイユール                         | 1880年8月29日  | 1998年4月16日  |
| ジャマイカ               | 117歳189日 | 女性 | ヴァイオレット・ブラウン                   | 1900年3月10日  | 2017年9月15日  |
| スペイン                 | 117歳168日 | 女性 | マリア・ブラニャス・モレラ                 | 1907年3月4日   | 2024年8月19日  |
| イタリア                 | 117歳137日 | 女性 | エンマ・モラーノ=マルティヌッツィ          | 1899年11月29日 | 2017年4月15日  |
| ブラジル                 | 116歳349日 | 女性 | フランシスカ・セルサ・ドス・サントス       | 1904年10月21日 | 2021年10月5日  |
| エクアドル               | 116歳347日 | 女性 | マリア・カポビージャ                       | 1889年9月14日  | 2006年8月27日  |
| ポーランド               | 116歳070日 | 女性 | テクラ・ユニェヴィチ                       | 1906年6月10日  | 2022年8月19日  |
| イギリス                 | 115歳363日 | 女性 | エセル・ケータハム                         | 1909年8月21日  | 存命中         |
| プエルトリコ             | 115歳156日 | 男性 | エミリアーノ・メルカド・デル・トロ         | 1891年8月21日  | 2007年1月24日  |
| ポルトガル               | 115歳114日 | 女性 | マリア・デ・ジェズス                       | 1893年9月10日  | 2009年1月2日   |
| アルゼンチン             | 115歳081日 | 女性 | カシルダ・ベネガス=ガレゴ                  | 1907年4月8日   | 2022年6月28日  |
| オランダ                 | 115歳062日 | 女性 | ヘンドリック・ヴァン・アンデル・シッパー   | 1890年6月29日  | 2005年8月30日  |
| コロンビア               | 114歳351日 | 女性 | ソフィア・ロハス                           | 1907年8月13日  | 2022年7月30日  |
| ベネズエラ               | 114歳311日 | 男性 | フアン・ビセンテ・ペレス・モラ             | 1909年5月27日  | 2024年4月2日   |
| フランス領ギアナ         | 114歳274日 | 女性 | ウードクシー・バブール                     | 1901年10月1日  | 2016年7月1日   |
| ドイツ                   | 114歳268日 | 女性 | シャーロット・クレッチマン                 | 1909年12月3日  | 2024年8月27日  |
| キューバ                 | 114歳213日 | 女性 | ファウスティナ・サルミエント・プーポ       | 1905年2月15日  | 2019年9月16日  |
| オーストラリア           | 114歳148日 | 女性 | クリスティーナ・コック                     | 1887年12月25日 | 2002年5月22日  |
| コスタリカ               | 114歳102日 | 女性 | マリタ・カマチョ・キロス                   | 1911年3月10日  | 2025年6月20日  |
| パナマ                   | 114歳075日 | 女性 | セレフィナ・エレーラ・デ・スガスティ       | 1901年5月21日  | 2015年8月4日   |
| イスラエル               | 113歳330日 | 男性 | イスラエル・クリスタル                     | 1903年9月15日  | 2017年8月11日  |
| オーストリア             | 113歳326日 | 女性 | マルガレーテ・トロストル                   | 1911年2月26日  | 2025年1月17日  |
| マルティニーク           | 113歳299日 | 女性 | ルース・メイズ                             | 1886年5月2日   | 2000年2月25日  |
| メキシコ                 | 113歳206日 | 女性 | スサナ・グティエレス・ゴドイ               | 1910年5月24日  | 2024年1月5日   |
| ニュージーランド         | 113歳109日 | 女性 | フローレンス・フィンチ                     | 1893年12月22日 | 2007年4月10日  |
| バルバドス               | 113歳090日 | 男性 | ジェームズ・シスネット                     | 1900年2月22日  | 2013年5月23日  |
| グアドループ             | 113歳033日 | 女性 | マーティ・ロッホ                           | 1907年8月19日  | 2020年9月21日  |
| チリ                     | 113歳024日 | 女性 | エウドシア・バリア・バリエントス           | 1911年2月10日  | 2024年3月5日   |
| スウェーデン             | 113歳00日  | 女性 | アストリッド・サキリソン                   | 1895年5月15日  | 2008年5月15日  |
| スイス                   | 112歳327日 | 女性 | ローザ・レイン                             | 1897年3月24日  | 2010年2月14日  |
| フィンランド             | 112歳259日 | 女性 | レンピ・マリア・ロトヴィウス               | 1887年10月2日  | 2000年6月17日  |
| 中国                     | 112歳241日 | 男性 | 施平                                       | 1911年11月1日  | 2024年6月29日  |
| デンマーク               | 112歳217日 | 女性 | カーラ・リンドホルム・ジェンセン           | 1908年5月7日   | 2020年12月10日 |
| ベルギー                 | 112歳186日 | 女性 | ヨアンナ・デローフェル                     | 1890年6月3日   | 2002年12月6日  |
| セルビア                 | 112歳094日 | 女性 | ヴィエンカ・ヴェリコヴィチ                 | 1904年7月18日  | 2016年10月20日 |
| ウルグアイ               | 112歳075日 | 女性 | マリア・ヤシンタ・シウヴァ・フェルナンデス | 1904年5月15日  | 2016年7月29日  |
| ノルウェー               | 112歳061日 | 女性 | マレン・ボレッテ・トープ                   | 1876年12月21日 | 1989年2月20日  |
| アイルランド             | 111歳327日 | 女性 | キャサリン・プランケット                   | 1820年11月22日 | 1932年10月14日 |
| ドミニカ共和国           | 111歳228日 | 女性 | リリアン・ゴンザレス・デ・アンドゥーハ     | 1911年4月6日   | 2022年11月20日 |
| ルーマニア               | 111歳219日 | 男性 | ドミトル・コマネスク                       | 1908年11月21日 | 2020年6月27日  |
| チェコスロバキア         | 111歳194日 | 女性 | マリー・ベルナトコヴァ                     | 1857年10月22日 | 1969年5月4日   |
| 南アフリカ共和国         | 111歳151日 | 女性 | ジョアンナ・ブーイソン                     | 1857年1月17日  | 1968年6月16日  |
| ハンガリー               | 110歳364日 | 女性 | マリア・カーナー                           | 1909年12月23日 | 2020年12月21日 |
| スロベニア               | 110歳307日 | 女性 | カタリナ・マリニッチ                       | 1899年10月30日 | 2010年9月2日   |
| クロアチア               | 110歳115日 | 女性 | ニカ・ヴァルジャロ                         | 1908年7月6日   | 2018年10月29日 |
| ボスニア・ヘルツェゴビナ | 110歳015日 | 男性 | ヨヴァン・ヨヴァノヴィチ                   | 1906年9月16日  | 2016年10月1日  |
| ルクセンブルク           | 110歳010日 | 男性 | ジェーン・レイ                             | 1903年2月10日  | 2013年2月20日  |

## 歴代の長寿世界一記録者（1951年以降）
ギネス世界記録として認定されている者を掲載する。なお、この表における「歴代の長寿世界一記録者」とは「存命中に世界最高齢であった人物」を指す。生没年月日はグレゴリオ暦で表記。没年月日でのソートで元の順序に戻る。
| 名前                               | 性別 | 生年月日       | 没年月日       | 年齢       | 在位日数 | 備考                     |
| ---------------------------------- | ---- | -------------- | -------------- | ---------- | -------- | ------------------------ |
| ルーシー・ウッドマン               | 女性 | 1841年5月3日   | 1951年4月28日  | 109歳360日 | 記録なし |                          |
| ナンシー・メリーマン               | 女性 | 1841年12月19日 | 1954年1月14日  | 112歳026日 | 1701日間 |                          |
| ベッツィー・ベイカー               | 女性 | 1842年8月20日  | 1955年10月24日 | 113歳065日 | 0648日間 |                          |
| ジェニー・ハウエル                 | 女性 | 1845年2月11日  | 1956年12月16日 | 111歳309日 | 0419日間 |                          |
| マティアス・ハンセン・セザー       | 男性 | 1848年10月21日 | 1957年1月7日   | 108歳078日 | 022日間  |                          |
| キャサリン・ウォーラー             | 女性 | 1848年12月1日  | 1959年1月4日   | 110歳034日 | 0727日間 |                          |
| クリスティーナ・カルネベーク       | 女性 | 1849年10月2日  | 1959年10月7日  | 110歳05日  | 0276日間 | [ 注釈 1 ]               |
| ロバート・アーリー                 | 男性 | 1849年10月8日  | 1960年10月9日  | 111歳01日  | 0367日間 |                          |
| ネッティ・ミニック                 | 女性 | 1851年4月3日   | 1960年11月28日 | 109歳239日 | 050日間  |                          |
| メアリー・ケリー                   | 女性 | 1851年6月7日   | 1964年12月30日 | 113歳206日 | 1492日間 |                          |
| ジェームズ・キング                 | 男性 | 1854年11月15日 | 1967年6月5日   | 112歳202日 | 0887日間 |                          |
| ナルシサ・リックマン               | 女性 | 1855年9月13日  | 1968年10月21日 | 113歳038日 | 0503日間 |                          |
| 堀籠とめ                           | 女性 | 1857年1月22日  | 1968年11月14日 | 111歳297日 | 024日間  |                          |
| マリー・ベルナトコヴァ             | 女性 | 1857年10月22日 | 1969年5月4日   | 111歳194日 | 0171日間 |                          |
| 島田ハルノ                         | 女性 | 1857年12月24日 | 1969年12月31日 | 112歳07日  | 0241日間 |                          |
| エイダ・ロー                       | 女性 | 1858年2月6日   | 1970年1月11日  | 111歳339日 | 011日間  |                          |
| キティ・ハーヴェイ                 | 女性 | 1860年1月12日  | 1972年7月10日  | 112歳180日 | 0911日間 |                          |
| ホセファ・サーラス・マテオ         | 女性 | 1860年7月14日  | 1973年2月27日  | 112歳228日 | 0232日間 |                          |
| アリス・スティーヴンソン           | 女性 | 1861年7月10日  | 1973年8月18日  | 112歳039日 | 0172日間 |                          |
| エティ・クリスト                   | 女性 | 1862年2月14日  | 1974年1月10日  | 111歳330日 | 0145日間 |                          |
| ローレンス・エンティオペ           | 女性 | 1862年12月9日  | 1974年4月7日   | 111歳119日 | 087日間  |                          |
| 梅田ミト                           | 女性 | 1863年3月27日  | 1975年5月31日  | 112歳065日 | 0419日間 |                          |
| 河本にわ                           | 女性 | 1863年9月17日  | 1976年11月16日 | 113歳060日 | 0535日間 |                          |
| アリス・コールズ                   | 女性 | 1865年8月28日  | 1978年11月5日  | 113歳069日 | 0719日間 |                          |
| ジョセファ・ロヴェット             | 女性 | 1867年2月25日  | 1979年6月29日  | 112歳124日 | 0236日間 |                          |
| エリザ・アンダーウッド             | 女性 | 1867年3月15日  | 1981年1月27日  | 113歳318日 | 0577日間 |                          |
| オギュスティーヌ・テシエ           | 女性 | 1869年1月2日   | 1981年3月8日   | 112歳065日 | 040日間  |                          |
| ネリー・スペンサー                 | 女性 | 1869年8月24日  | 1982年11月13日 | 113歳081日 | 0650日間 |                          |
| エマ・ウィルソン                   | 女性 | 1870年5月12日  | 1983年10月13日 | 113歳154日 | 0334日間 |                          |
| アウグスタ・ホルツ                 | 女性 | 1871年8月3日   | 1986年10月21日 | 115歳079日 | 1103日間 |                          |
| メアリー・マッキーニー             | 女性 | 1873年5月30日  | 1987年2月2日   | 113歳248日 | 0104日間 |                          |
| アンナ・エリザ・ウィリアムズ       | 女性 | 1873年6月2日   | 1987年12月27日 | 114歳208日 | 0328日間 |                          |
| フローレンス・ナップ               | 女性 | 1873年10月10日 | 1988年1月11日  | 114歳093日 | 015日間  |                          |
| イースター・ウィギンズ             | 女性 | 1874年6月1日   | 1990年7月7日   | 116歳026日 | 0907日間 |                          |
| ジャンヌ・カルマン                 | 女性 | 1875年2月21日  | 1997年8月4日   | 122歳164日 | 2583日間 | 世界最高齢記録保持者     |
| マリー・メイユール                 | 女性 | 1880年8月29日  | 1998年4月16日  | 117歳230日 | 0255日間 |                          |
| サラ・ナウス                       | 女性 | 1880年9月24日  | 1999年12月30日 | 119歳097日 | 0623日間 |                          |
| エラ・ミラー                       | 女性 | 1884年12月6日  | 2000年11月21日 | 115歳351日 | 0327日間 |                          |
| マリー・ブレモン                   | 女性 | 1886年4月25日  | 2001年6月6日   | 115歳042日 | 0197日間 |                          |
| モード・ファリス=ルーズ            | 女性 | 1887年1月21日  | 2002年3月18日  | 115歳056日 | 0285日間 |                          |
| グレース・クローソン               | 女性 | 1887年11月15日 | 2002年5月28日  | 114歳194日 | 071日間  |                          |
| アデリーナ・ドミンゲス             | 女性 | 1888年2月19日  | 2002年8月21日  | 114歳183日 | 085日間  |                          |
| メイ・ハリントン                   | 女性 | 1889年1月20日  | 2002年12月29日 | 113歳343日 | 0130日間 |                          |
| 中願寺雄吉                         | 男性 | 1889年3月23日  | 2003年9月28日  | 114歳189日 | 0273日間 |                          |
| 川手ミトヨ                         | 女性 | 1889年5月15日  | 2003年11月13日 | 114歳182日 | 046日間  |                          |
| ラモナ・イグレシアス               | 女性 | 1889年8月31日  | 2004年5月29日  | 114歳272日 | 0198日間 | [ 注釈 2 ]               |
| マリア・カポビージャ               | 女性 | 1889年9月14日  | 2006年8月27日  | 116歳347日 | 0820日間 |                          |
| エリザベス・ボールデン             | 女性 | 1890年8月15日  | 2006年12月11日 | 116歳118日 | 0106日間 |                          |
| エミリアーノ・メルカド・デル・トロ | 男性 | 1891年8月21日  | 2007年1月24日  | 115歳156日 | 044日間  |                          |
| エマ・ティルマン                   | 女性 | 1892年11月22日 | 2007年1月28日  | 114歳067日 | 04日間   |                          |
| 皆川ヨ子                           | 女性 | 1893年1月4日   | 2007年8月13日  | 114歳221日 | 0197日間 |                          |
| エドナ・パーカー                   | 女性 | 1893年4月20日  | 2008年11月26日 | 115歳220日 | 0470日間 |                          |
| マリア・デ・ジェズス               | 女性 | 1893年9月10日  | 2009年1月2日   | 115歳114日 | 037日間  |                          |
| ガートルード・ベインズ             | 女性 | 1894年4月6日   | 2009年9月11日  | 115歳158日 | 0252日間 |                          |
| 知念カマ                           | 女性 | 1895年5月10日  | 2010年5月2日   | 114歳357日 | 0233日間 |                          |
| ウジェニー・ブランシャール         | 女性 | 1896年2月16日  | 2010年11月4日  | 114歳261日 | 0186日間 |                          |
| アナ・ノゲイラ・デ・ルカ           | 女性 | 1896年6月21日  | 2010年11月18日 | 114歳150日 | 014日間  |                          |
| マリア・ゴメス・ヴァレンチン       | 女性 | 1896年7月9日   | 2011年6月21日  | 114歳347日 | 0215日間 |                          |
| ベシー・クーパー                   | 女性 | 1896年8月26日  | 2012年12月4日  | 116歳100日 | 0531日間 |                          |
| ディーナ・マンフレディーニ         | 女性 | 1897年4月4日   | 2012年12月17日 | 115歳257日 | 013日間  |                          |
| 木村次郎右衛門                     | 男性 | 1897年4月19日  | 2013年6月12日  | 116歳054日 | 0177日間 | 男性世界最高齢記録保持者 |
| 大川ミサヲ                         | 女性 | 1898年3月5日   | 2015年4月1日   | 117歳027日 | 0658日間 |                          |
| ガートルード・ウィーバー           | 女性 | 1898年7月4日   | 2015年4月6日   | 116歳276日 | 05日間   |                          |
| ジェラレアン・タリー               | 女性 | 1899年5月23日  | 2015年6月17日  | 116歳025日 | 072日間  |                          |
| スザンナ・マシャット・ジョーンズ   | 女性 | 1899年7月6日   | 2016年5月12日  | 116歳311日 | 0330日間 |                          |
| エンマ・モラーノ=マルティヌッツィ  | 女性 | 1899年11月29日 | 2017年4月15日  | 117歳137日 | 0338日間 |                          |
| ヴァイオレット・ブラウン           | 女性 | 1900年3月10日  | 2017年9月15日  | 117歳189日 | 0153日間 |                          |
| 田島ナビ                           | 女性 | 1900年8月4日   | 2018年4月21日  | 117歳260日 | 0217日間 |                          |
| 都千代                             | 女性 | 1901年5月2日   | 2018年7月22日  | 117歳081日 | 092日間  |                          |
| 田中カ子                           | 女性 | 1903年1月2日   | 2022年4月19日  | 119歳107日 | 1367日間 |                          |
| リュシル・ランドン                 | 女性 | 1904年2月11日  | 2023年1月17日  | 118歳340日 | 0273日間 |                          |
| マリア・ブラニャス・モレラ         | 女性 | 1907年3月4日   | 2024年8月19日  | 117歳168日 | 0580日間 |                          |
| 糸岡富子                           | 女性 | 1908年5月23日  | 2024年12月29日 | 116歳220日 | 0132日間 |                          |
| イナ・カナバッロ・ルーカス         | 女性 | 1908年6月8日   | 2025年4月30日  | 116歳326日 | 0122日間 |                          |
| エセル・ケータハム                 | 女性 | 1909年8月21日  | 存命中         | 115歳363日 | 0111日間 |                          |

## 歴代の男性長寿世界一記録者
ギネス世界記録として認定されている者を掲載する。なお、この表における「歴代の男性長寿世界一記録者」とは「存命中に世界最高齢であった人物」を指す。生没年月日はグレゴリオ暦で表記。没年月日でのソートで元の順序に戻る。
| 名前                                     | 生年月日       | 没年月日       | 年齢       | 在位日数 | 備考                         |
| ---------------------------------------- | -------------- | -------------- | ---------- | -------- | ---------------------------- |
| ジェームズ・スミス                       | 1842年7月10日  | 1951年3月27日  | 108歳265日 | 記録なし |                              |
| ジェームズ・ハード                       | 1843年7月15日  | 1953年3月12日  | 109歳240日 | 0716日間 |                              |
| カール・グロックナー                     | 1845年12月29日 | 1953年10月10日 | 107歳286日 | 0212日間 |                              |
| ウェイランド・ニューエル                 | 1846年9月15日  | 1954年9月17日  | 108歳02日  | 0342日間 |                              |
| アンダース・ヨハンソン                   | 1848年3月24日  | 1954年9月23日  | 106歳183日 | 06日間   |                              |
| ユークリッド・ストーリー                 | 1848年7月30日  | 1954年12月3日  | 106歳126日 | 071日間  |                              |
| ダニエル・カミングス                     | 1848年9月25日  | 1955年3月14日  | 106歳170日 | 0101日間 |                              |
| マティアス・ハンセン・サーター           | 1848年10月21日 | 1957年1月7日   | 108歳078日 | 0665日間 |                              |
| ロバート・アーリー                       | 1849年10月8日  | 1960年10月9日  | 111歳01日  | 1371日間 |                              |
| ウィレム・コステリング                   | 1851年11月22日 | 1960年12月9日  | 109歳017日 | 061日間  |                              |
| シルベスター・メルビン                   | 1851年11月29日 | 1962年3月12日  | 110歳103日 | 0458日間 |                              |
| ジョゼフ・サン=タムール                  | 1852年2月26日  | 1962年3月16日  | 110歳018日 | 04日間   |                              |
| ウィリアム・スミス                       | 1854年2月28日  | 1962年11月22日 | 108歳267日 | 0251日間 |                              |
| ジェームズ・キング                       | 1854年11月15日 | 1967年6月5日   | 112歳202日 | 1656日間 |                              |
| ジョン・モーズリー・ターナー             | 1856年6月15日  | 1968年3月21日  | 111歳280日 | 0290日間 |                              |
| イーライ・リンゼイ                       | 1858年2月28日  | 1968年11月24日 | 110歳270日 | 0248日間 |                              |
| ジョン・チェイニー                       | 1859年10月12日 | 1968年12月26日 | 109歳075日 | 032日間  |                              |
| ウィリアム・ラム                         | 1859年11月24日 | 1969年4月22日  | 109歳149日 | 0117日間 |                              |
| アントニヘ・ムラデノビッチ               | 1860年6月30日  | 1969年12月29日 | 109歳182日 | 0251日間 |                              |
| テオフィロス・メイ                       | 1861年1月5日   | 1971年12月2日  | 110歳331日 | 0703日間 |                              |
| フリードリヒ・ベデキント                 | 1862年10月10日 | 1973年5月5日   | 110歳207日 | 0520日間 |                              |
| アイザック・エドワード                   | 1863年12月6日  | 1974年10月8日  | 110歳316日 | 0531日間 |                              |
| ジェームズ・ホルト                       | 1865年12月25日 | 1977年1月7日   | 111歳013日 | 0812日間 |                              |
| ジャン・テイエ                           | 1866年11月6日  | 1977年3月17日  | 110歳131日 | 069日間  |                              |
| チャーリー・ネルソン                     | 1867年9月21日  | 1978年8月21日  | 110歳334日 | 0522日間 |                              |
| チャーリー・フィリップス                 | 1870年5月5日   | 1980年9月5日   | 110歳123日 | 0746日間 |                              |
| ザカリア・ブラッキストン                 | 1871年2月16日  | 1982年4月10日  | 111歳053日 | 0582日間 |                              |
| ジェームズ・ナッシュ                     | 1872年7月31日  | 1983年3月4日   | 110歳216日 | 0328日間 |                              |
| ウォルター・ウィルコックス               | 1872年11月1日  | 1983年8月11日  | 110歳283日 | 0160日間 |                              |
| グレゴリー・パンダゼス                   | 1873年1月15日  | 1983年12月22日 | 110歳341日 | 0133日間 |                              |
| ベンジャミン・ガーナー                   | 1873年8月10日  | 1984年6月25日  | 110歳320日 | 0186日間 |                              |
| ランドルフ・デイビス                     | 1873年10月15日 | 1984年12月15日 | 111歳061日 | 0173日間 |                              |
| ジョー・トーマス                         | 1875年5月1日   | 1986年12月14日 | 111歳227日 | 0729日間 |                              |
| ハーマン・スミス=ヨハンセン              | 1875年6月15日  | 1987年1月5日   | 111歳204日 | 022日間  |                              |
| アルフェウス・フィレモン・コール         | 1876年7月12日  | 1988年11月25日 | 112歳136日 | 0690日間 |                              |
| ジョン・エヴァンス                       | 1877年8月19日  | 1990年6月10日  | 112歳295日 | 0562日間 |                              |
| アンリ・ペリニョン                       | 1879年10月14日 | 1990年6月18日  | 110歳247日 | 08日間   |                              |
| ジェームズ・ウィギンズ                   | 1879年10月15日 | 1991年10月16日 | 112歳01日  | 0485日間 |                              |
| フレデリック・フレイジアー               | 1880年1月27日  | 1993年6月14日  | 113歳138日 | 0607日間 |                              |
| ジョセプ・アーメンゴル                   | 1881年7月23日  | 1994年1月20日  | 112歳181日 | 0220日間 |                              |
| クリスチャン・モーテンセン               | 1882年8月16日  | 1998年4月25日  | 115歳252日 | 1556日間 |                              |
| ジョンソン・パークス                     | 1884年10月15日 | 1998年7月17日  | 113歳275日 | 083日間  |                              |
| ウォルター・リチャードソン               | 1885年11月7日  | 1998年12月25日 | 113歳048日 | 0161日間 |                              |
| 石崎伝蔵                                 | 1886年10月2日  | 1999年4月29日  | 112歳209日 | 0125日間 |                              |
| アントニオ・ウレア                       | 1888年2月18日  | 1999年11月15日 | 111歳270日 | 0200日間 |                              |
| アレハンドロ・リベラ・サンタラ           | 1888年8月28日  | 1999年11月22日 | 111歳086日 | 07日間   |                              |
| ジョン・ペインター                       | 1888年9月20日  | 2001年3月1日   | 112歳162日 | 0465日間 |                              |
| アントニオ・トッデ                       | 1889年1月22日  | 2002年1月3日   | 112歳346日 | 0308日間 |                              |
| 中願寺雄吉                               | 1889年3月23日  | 2003年9月28日  | 114歳189日 | 0633日間 | 2002年12月29日以降長寿世界一 |
| ホアン・リウダベッツ・モル               | 1889年12月15日 | 2004年3月5日   | 114歳081日 | 0159日間 |                              |
| フレッド・ヘイル                         | 1890年12月1日  | 2004年11月19日 | 113歳354日 | 0259日間 |                              |
| エミリアーノ・メルカド・デル・トロ       | 1891年8月21日  | 2007年1月24日  | 115歳156日 | 0796日間 | 2006年12月11日以降長寿世界一 |
| 田鍋友時                                 | 1895年9月18日  | 2009年6月19日  | 113歳274日 | 0877日間 |                              |
| ヘンリー・アリンガム                     | 1896年6月6日   | 2009年7月18日  | 113歳042日 | 029日間  |                              |
| ウォルター・ブルーニング                 | 1896年9月21日  | 2011年4月14日  | 114歳205日 | 0664日間 |                              |
| オラシオ・セリ・メンドーサ               | 1897年1月3日   | 2011年9月25日  | 114歳265日 | 0164日間 |                              |
| 木村次郎右衛門                           | 1897年4月19日  | 2013年6月12日  | 116歳054日 | 0626日間 | 2012年12月17日以降長寿世界一 |
| サルスティアーノ・サンチェス             | 1901年6月8日   | 2013年9月13日  | 112歳097日 | 094日間  |                              |
| アーネスト・ペロノー                     | 1902年3月7日   | 2014年3月26日  | 112歳019日 | 0194日間 |                              |
| アルトゥロー・リカタ                     | 1902年5月2日   | 2014年4月24日  | 111歳357日 | 029日間  |                              |
| アレクサンダー・イミック                 | 1903年2月4日   | 2014年6月8日   | 111歳124日 | 045日間  |                              |
| 百井盛                                   | 1903年2月5日   | 2015年7月5日   | 112歳150日 | 0392日間 |                              |
| 小出保太郎                               | 1903年3月13日  | 2016年1月19日  | 112歳312日 | 0198日間 |                              |
| イスラエル・クリスタル                   | 1903年9月15日  | 2017年8月11日  | 113歳330日 | 0570日間 |                              |
| フランシスコ・ヌニェス・オリベラ         | 1904年12月13日 | 2018年1月29日  | 113歳047日 | 0171日間 |                              |
| 野中正造                                 | 1905年7月25日  | 2019年1月20日  | 113歳179日 | 0356日間 |                              |
| トーマス・ピナレス・フィゲレオ           | 1906年3月31日  | 2020年9月24日  | 114歳177日 | 0613日間 |                              |
| エミリオ・フロレス・マルケス             | 1908年8月8日   | 2021年8月12日  | 113歳04日  | 0322日間 |                              |
| サトゥルニノ・デ・ラ・フエンテ・ガルシア | 1909年2月11日  | 2022年1月18日  | 112歳341日 | 0159日間 |                              |
| フアン・ビセンテ・ペレス・モラ           | 1909年5月27日  | 2024年4月2日   | 114歳311日 | 0805日間 |                              |
| 施平                                     | 1911年11月1日  | 2024年6月29日  | 112歳241日 | 088日間  |                              |
| ジョン・ティニスウッド                   | 1912年8月26日  | 2024年11月25日 | 112歳091日 | 0149日間 |                              |
| ジョアン・マリーニョ・ネット             | 1912年10月5日  | 存命中         | 112歳318日 | 0267日間 |                              |

## 歴代の長寿日本一記録者
- この表における「長寿日本一」「長寿世界一」とは「存命中に日本、または世界で最高齢であった人物」の事を指す。
- 生没年月日はグレゴリオ暦で表記。名前でのソートは50音順。没年月日でのソートで元の順序に戻る。
- 氏名の横に（*）のついている人物はGRG未確認であるが、生年月日に疑いの余地が少ないため、参考資料として掲載する。

| 名前           | 性別 | 生年月日       | 没年月日       | 年齢       | 在位日数 | 備考                                                  |
| -------------- | ---- | -------------- | -------------- | ---------- | -------- | ----------------------------------------------------- |
| 渡邊すゑ（*）  | 女性 | 1841年5月27日  | 1953年1月      | 111歳      | 記録なし |                                                       |
| 吉田トメ       | 女性 | 1849年3月27日  | 1958年12月15日 | 109歳263日 | 記録なし |                                                       |
| 駒井はる       | 女性 | 1854年7月1日   | 1963年9月16日  | 109歳077日 | 記録なし |                                                       |
| 林イシ         | 女性 | 1854年7月9日   | 1964年5月21日  | 109歳316日 | 0248日間 |                                                       |
| 伊都ヨシギク   | 女性 | 1856年8月3日   | 1966年11月26日 | 110歳115日 | 0919日間 |                                                       |
| 堀籠とめ       | 女性 | 1857年1月22日  | 1968年11月14日 | 111歳296日 | 0719日間 |                                                       |
| 島田ハルノ     | 女性 | 1857年12月24日 | 1969年12月31日 | 112歳07日  | 0412日間 |                                                       |
| 梅田ミト       | 女性 | 1863年3月27日  | 1975年5月31日  | 112歳065日 | 1977日間 | 1973年10月31日以降長寿世界一                          |
| 河本にわ       | 女性 | 1863年9月17日  | 1976年11月16日 | 113歳060日 | 0535日間 | 1975年5月31日以降長寿世界一                           |
| 中山イサ       | 女性 | 1868年6月15日  | 1977年5月25日  | 108歳337日 | 0191日間 |                                                       |
| 市川まん       | 女性 | 1869年1月15日  | 1977年5月27日  | 108歳132日 | 02日間   |                                                       |
| 川平小梅       | 女性 | 1869年2月21日  | 1977年8月6日   | 108歳166日 | 071日間  |                                                       |
| 佐藤増太郎     | 男性 | 1870年1月16日  | 1978年10月6日  | 108歳263日 | 0426日間 |                                                       |
| 吉國マツ       | 女性 | 1870年2月10日  | 1979年4月11日  | 109歳060日 | 0187日間 |                                                       |
| 古平コハル     | 女性 | 1871年5月8日   | 1980年4月10日  | 108歳338日 | 0364日間 |                                                       |
| 道井ヲト       | 女性 | 1871年7月17日  | 1982年1月10日  | 110歳177日 | 0640日間 |                                                       |
| 宮田トカ       | 女性 | 1872年1月21日  | 1982年3月27日  | 110歳065日 | 076日間  |                                                       |
| 大熊モム       | 女性 | 1874年1月12日  | 1984年2月10日  | 110歳029日 | 0685日間 |                                                       |
| 津川イネ       | 女性 | 1875年4月3日   | 1986年5月21日  | 111歳048日 | 0831日間 |                                                       |
| 竹原セキ       | 女性 | 1878年1月11日  | 1987年3月2日   | 109歳050日 | 0285日間 |                                                       |
| 白浜ワカ       | 女性 | 1878年3月23日  | 1992年6月16日  | 114歳085日 | 1933日間 |                                                       |
| 猪飼たね       | 女性 | 1879年1月18日  | 1995年7月12日  | 116歳175日 | 1121日間 |                                                       |
| 哥川スエ       | 女性 | 1884年1月19日  | 1997年5月4日   | 113歳105日 | 0662日間 |                                                       |
| 宮永スエキク   | 女性 | 1884年4月7日   | 1998年6月20日  | 114歳074日 | 0412日間 |                                                       |
| 滝井アサ       | 女性 | 1884年4月28日  | 1998年7月31日  | 114歳094日 | 041日間  |                                                       |
| 松永タセ       | 女性 | 1884年5月11日  | 1998年11月18日 | 114歳191日 | 0110日間 |                                                       |
| 秋野やす       | 女性 | 1885年3月1日   | 1999年2月12日  | 113歳348日 | 086日間  |                                                       |
| 石崎伝蔵       | 男性 | 1886年10月2日  | 1999年4月29日  | 112歳209日 | 076日間  |                                                       |
| 藤井カヨ       | 女性 | 1888年3月12日  | 1999年8月6日   | 111歳147日 | 099日間  |                                                       |
| 石黒ミヱ       | 女性 | 1888年6月2日   | 2001年8月14日  | 113歳073日 | 0739日間 |                                                       |
| 及川マツノ     | 女性 | 1889年2月20日  | 2002年1月3日   | 112歳317日 | 0142日間 |                                                       |
| 中願寺雄吉     | 男性 | 1889年3月23日  | 2003年9月28日  | 114歳189日 | 0633日間 | 2002年12月29日以降長寿世界一                          |
| 川手ミトヨ     | 女性 | 1889年5月15日  | 2003年11月13日 | 114歳182日 | 046日間  | 2003年9月28日以降長寿世界一                           |
| 小山ウラ       | 女性 | 1890年8月30日  | 2005年4月5日   | 114歳218日 | 0509日間 |                                                       |
| 皆川ヨ子       | 女性 | 1893年1月4日   | 2007年8月13日  | 114歳221日 | 0860日間 | 2007年1月28日以降長寿世界一                           |
| 中野シツ       | 女性 | 1894年1月1日   | 2007年8月19日  | 113歳230日 | 06日間   |                                                       |
| 豊永常代       | 女性 | 1894年5月21日  | 2008年2月22日  | 113歳277日 | 0187日間 |                                                       |
| 山中かく       | 女性 | 1894年12月11日 | 2008年4月5日   | 113歳116日 | 043日間  |                                                       |
| 知念カマ       | 女性 | 1895年5月10日  | 2010年5月2日   | 114歳357日 | 0757日間 | 2009年9月11日以降長寿世界一                           |
| 長谷川チヨノ   | 女性 | 1896年11月20日 | 2011年12月2日  | 115歳012日 | 0579日間 |                                                       |
| 木村次郎右衛門 | 男性 | 1897年4月19日  | 2013年6月12日  | 116歳054日 | 0558日間 | 男性世界最高齢記録保持者 2012年12月17日以降長寿世界一 |
| 大川ミサヲ     | 女性 | 1898年3月5日   | 2015年4月1日   | 117歳027日 | 0658日間 | 2013年6月12日以降長寿世界一                           |
| 氏名非公表     | 女性 | 1900年3月15日  | 2015年9月27日  | 115歳196日 | 0179日間 | [ 6 ]                                                 |
| 田島ナビ       | 女性 | 1900年8月4日   | 2018年4月21日  | 117歳260日 | 0937日間 | 2017年9月15日以降長寿世界一                           |
| 都千代         | 女性 | 1901年5月2日   | 2018年7月22日  | 117歳081日 | 092日間  | 2018年4月21日以降長寿世界一                           |
| 田中カ子       | 女性 | 1903年1月2日   | 2022年4月19日  | 119歳107日 | 1367日間 | 日本最高齢記録保持者 2018年7月22日以降長寿世界一      |
| 巽フサ         | 女性 | 1907年4月25日  | 2023年12月12日 | 116歳231日 | 0602日間 |                                                       |
| 糸岡富子       | 女性 | 1908年5月23日  | 2024年12月29日 | 116歳220日 | 0383日間 | 2024年8月19日以降長寿世界一                           |
| 林おかぎ       | 女性 | 1909年9月2日   | 2025年4月26日  | 115歳236日 | 0118日間 |                                                       |
| 近藤ミネ       | 女性 | 1910年9月1日   | 2025年5月20日  | 114歳261日 | 024日間  |                                                       |
| 臼井ます       | 女性 | 1910年12月18日 | 2025年5月21日  | 114歳154日 | 01日間   |                                                       |
| 廣安美代子     | 女性 | 1911年1月23日  | 2025年7月29日  | 114歳187日 | 069日間  |                                                       |
| 賀川滋子       | 女性 | 1911年5月28日  | 存命中         | 114歳83日  | 021日間  |                                                       |

## 歴代の男性長寿日本一記録者
- この表における「長寿日本一」「長寿世界一」とは「存命中に日本、または世界で最高齢であった人物」の事を指す。
- 生没年月日はグレゴリオ暦で表記。名前でのソートは50音順。没年月日でのソートで元の順序に戻る。

| 名前           | 生年月日       | 没年月日       | 年齢       | 在位日数 | 備考 |
| -------------- | -------------- | -------------- | ---------- | -------- | --- |
| 織田惣三郎     | 1849年12月17日 | 1957年3月28日  | 107歳101日 | 記録なし | |
| 長谷川三之助   | 1857年3月24日  | 1962年5月17日  | 105歳054日 | 記録なし | |
| 松浦幾松       | 1860年11月28日 | 1965年2月23日  | 104歳087日 | 記録なし | |
| 甲斐政吉       | 1861年3月17日  | 1965年3月2日   | 103歳350日 | 記録なし | |
| 臼山五郎       | 1861年5月14日  | 1967年2月9日   | 105歳271日 | 0709日間 | |
| 福島仙蔵       | 1861年10月13日 | 1967年2月11日  | 105歳121日 | 02日間   | |
| 津江市作       | 1863年10月14日 | 1968年4月6日   | 104歳175日 | 0420日間 | |
| 岩手石蔵       | 1863年12月16日 | 1970年1月26日  | 106歳041日 | 0660日間 | |
| 高田栄作       | 1864年1月15日  | 1972年1月31日  | 108歳016日 | 0735日間 | |
| 新井久治       | 1866年6月22日  | 1972年10月30日 | 106歳130日 | 0273日間 | |
| 後藤長次郎     | 1866年7月4日   | 1973年8月1日   | 107歳028日 | 0275日間 | |
| 吉川与三太郎   | 1867年12月9日  | 1976年1月2日   | 108歳024日 | 0884日間 | |
| 佐藤増太郎     | 1870年1月16日  | 1978年10月6日  | 108歳263日 | 1008日間 | 1977年8月6日以降長寿日本一                                                                                      |
| 平櫛田中       | 1872年2月23日  | 1979年12月30日 | 107歳311日 | 0450日間 | |
| 大野又一       | 1872年5月4日   | 1982年1月25日  | 109歳266日 | 0757日間 | |
| 田中松太郎     | 1874年4月21日  | 1982年12月14日 | 108歳237日 | 0323日間 | |
| 清水林蔵       | 1874年7月10日  | 1982年12月21日 | 108歳164日 | 07日間   | |
| 大西良慶       | 1875年12月21日 | 1983年2月15日  | 107歳056日 | 056日間  | |
| 阿部稲作       | 1877年7月18日  | 1983年5月16日  | 105歳302日 | 090日間  | |
| 長田杢太郎     | 1877年8月15日  | 1985年10月20日 | 108歳066日 | 0888日間 | |
| 鶴英寿         | 1879年2月4日   | 1990年1月11日  | 110歳341日 | 1544日間 | |
| 藤原喜一       | 1880年12月17日 | 1990年3月6日   | 109歳079日 | 054日間  | |
| 松山二三郎     | 1881年10月10日 | 1991年4月3日   | 109歳175日 | 0393日間 | |
| 原志免太郎     | 1882年10月4日  | 1991年6月18日  | 108歳257日 | 076日間  | |
| 岡儀平         | 1883年1月30日  | 1991年9月28日  | 108歳241日 | 092日間  | |
| 渡名喜元完     | 1884年10月30日 | 1997年1月24日  | 112歳086日 | 1945日間 | |
| 石崎伝蔵       | 1886年10月2日  | 1999年4月29日  | 112歳209日 | 0825日間 | 1998年12月25日以降男性長寿世界一 1999年2月12日以降長寿日本一                                                    |
| 田辺定義       | 1888年10月20日 | 2000年1月18日  | 111歳090日 | 0264日間 | |
| 中願寺雄吉     | 1889年3月23日  | 2003年9月28日  | 114歳189日 | 1349日間 | 2002年1月3日以降男性長寿世界一および長寿日本一 同年12月29日以降長寿世界一                                       |
| 仲村亀二       | 1894年10月3日  | 2004年5月20日  | 109歳230日 | 0235日間 | |
| 小沢愍昌       | 1894年10月11日 | 2004年7月12日  | 109歳275日 | 053日間  | |
| 村上藤太郎     | 1895年2月21日  | 2004年7月30日  | 109歳160日 | 018日間  | |
| 重高小八       | 1895年5月10日  | 2005年7月3日   | 110歳054日 | 0338日間 | |
| 徳田二次郎     | 1895年6月10日  | 2006年6月12日  | 111歳02日  | 0344日間 | |
| 田鍋友時       | 1895年9月18日  | 2009年6月19日  | 113歳274日 | 1103日間 | 2007年1月24日以降男性長寿世界一                                                                                 |
| 木村次郎右衛門 | 1897年4月19日  | 2013年6月12日  | 116歳054日 | 1454日間 | 男性世界最高齢記録保持者 2011年4月14日以降男性長寿世界一 同年12月2日以降長寿日本一 2012年12月17日以降長寿世界一 |
| 五十嵐丈吉     | 1902年1月26日  | 2013年7月23日  | 111歳178日 | 041日間  | |
| 百井盛         | 1903年2月5日   | 2015年7月5日   | 112歳150日 | 0712日間 | 2014年6月8日以降男性長寿世界一                                                                                  |
| 小出保太郎     | 1903年3月13日  | 2016年1月19日  | 112歳312日 | 0198日間 | 2015年7月5日以降男性長寿世界一                                                                                  |
| 吉田正光       | 1904年5月30日  | 2016年10月29日 | 112歳152日 | 0284日間 | |
| 野中正造       | 1905年7月25日  | 2019年1月20日  | 113歳179日 | 0813日間 | 2018年1月29日以降男性長寿世界一                                                                                 |
| 渡邉智哲       | 1907年3月5日   | 2020年2月23日  | 112歳355日 | 0399日間 | 2019年1月20日以降男性長寿世界一                                                                                 |
| 巴一作         | 1909年8月15日  | 2020年4月14日  | 110歳243日 | 051日間  | |
| 白井庄次郎     | 1909年10月29日 | 2020年8月11日  | 110歳287日 | 0119日間 | |
| 福西基         | 1910年3月25日  | 2020年8月22日  | 110歳150日 | 011日間  | |
| 上田幹藏       | 1910年5月11日  | 2022年9月9日   | 112歳121日 | 0748日間 | |
| 中村茂         | 1911年1月11日  | 2022年11月15日 | 111歳308日 | 067日間  | |
| 薗部儀三郎     | 1911年11月6日  | 2024年3月31日  | 112歳146日 | 0511日間 | |
| 涌井富三郎     | 1913年11月28日 | 2024年7月5日   | 110歳220日 | 096日間  | |
| 氏名非公表     | 1914年1月23日  | 2024年8月21日  | 110歳211日 | 047日間  | |
| 水野清隆       | 1914年3月14日  | 存命中         | 111歳158日 | 0363日間 | |

## 世界最高齢ではなかった人物
| 名前                                     | 性別 | 年齢       | 生年月日       | 没年月日      | 備考 |
| ---------------------------------------- | ---- | ---------- | -------------- | ------------- | --- |
| ロザリア・スポト                         | 女性 | 109歳179日 | 1847年8月25日  | 1957年2月20日 | 世界最高齢とされていたが、 2017年にGRGはスポトの記録を非公認とし、 歴代の世界最高齢者のリストより削除される。        |
| ジョゼフ・サン=タムール                  | 男性 | 110歳18日  | 1852年2月26日  | 1962年3月16日 | 世界最高齢とされていたが、 メアリー・ケリーの認定により、 2011年にGRGのリストより削除される。                        |
| ロヴィーサ・スヴェンソン                 | 女性 | 109歳89日  | 1853年11月20日 | 1963年2月17日 | 世界最高齢とされていたが、 メアリー・ケリーの認定により、 2011年にGRGのリストより削除される。                        |
| エレン・ダート                           | 女性 | 108歳341日 | 1854年11月1日  | 1963年10月8日 | 世界最高齢とされていたが、 のちにGRGのリストより削除される。                                                         |
| アウグスト・パル                         | 女性 | 109歳243日 | 1855年11月23日 | 1965年7月24日 | 世界最高齢とされていたが、 ウィリアム・フリンギムの認定により、 2011年にGRGのリストより削除される。                  |
| マミー・エヴァ・キース                   | 女性 | 113歳182日 | 1873年3月22日  | 1986年9月20日 | 世界最高齢とされていたが、 アウグスタ・ホルツの認定により、 2012年にGRGのリストより削除される。                      |
| ヘンドリック・ヴァン・アンデル・シッパー | 女性 | 115歳062日 | 1890年6月29日  | 2005年8月30日 | 世界最高齢とされていたが、2005年12月に 1889年生まれのマリア・カポビージャが 認定されたため、世界最高齢ではなくなる。 |

## ギネス世界記録非認定の主な長寿者
不確かな記録を含む。ただし、デーモン閣下のような一般的にテレビなどで長寿と言及されない人物は対象外とする。

### 2001年以後没又は存命
| 名前                                 | 性別 | 年齢                    | 生年月日       | 没年月日               | 備考 |
| ------------------------------------ | ---- | ----------------------- | -------------- | ---------------------- | --- |
| ビラフンダ・サヤドー U.コウィダ      | 男性 | 1112歳+                 | 908年          | 2020年9月30日 生存確認 | 現代におけるもっとも極端な主張とされている。                                                                                     |
| ドハクァボ・エッバ                   | 男性 | 161歳130日 - 162歳129日 | 1853年         | 2015年5月10日          | |
| ムバフ・ゴト                         | 男性 | 146歳120日              | 1870年12月31日 | 2017年4月30日          | ジャワ島在住、本名バグス・ソディメジョ。 政府発行の身分証に1870年12月31日生まれと 記されている。                                 |
| ハビーブ・ミヤーン                   | 男性 | 138歳084日              | 1870年5月28日  | 2008年8月20日          | 年金手帳には1878年5月20日生まれと記されている （その場合、生存日数は130年92日となる）。                                          |
| 阿麗米罕・色依提                     | 女性 | 135歳174日              | 1886年6月25日  | 2021年12月16日         | 新疆ウイグル自治区疏勒県在住のウイグル族。                                                                                       |
| アンティサ・フビチャワ               | 女性 | 132歳084日              | 1880年7月8日   | 2012年9月30日          | 生年月日は旧ソ連時代の記録等によるもの。 2012年10月7日に現地メディアが死去を報じた。                                             |
| マリア・ルシマール・ペレイラ         | 女性 | 131歳260日              | 1890年9月3日   | 2022年5月21日          | 北西部アクレ州タラウアカ市在住。 カシナワ族のインディオ。                                                                        |
| サハン・ドソヴァ                     | 女性 | 130歳045日              | 1879年3月27日  | 2009年5月11日          | 1926年に実施された国勢調査の時点で47歳と主張。 旧ソ連時代のパスポートやカザフスタンの 身分証明書に生年月日が記載。               |
| 羅美珍                               | 女性 | 127歳335日              | 1885年7月9日   | 2013年6月11日          | 61歳で息子を出産したことになる等疑問点あり。                                                                                     |
| レアンドラ・ベセラ・ルンブレラス     | 女性 | 127歳200日              | 1887年8月31日  | 2015年3月19日          | 出生証明書は40年前に紛失しており、メキシコ当局が 新しい証明書を提供しようとしていた。                                            |
| マルセリーノ・アバド・トレンティーノ | 男性 | 125歳136日              | 1900年4月5日   | 存命中                 | ペルー政府がギネス世界記録への申請の準備を行っていると報じられた。                                                               |
| マリアム・アマシュ                   | 女性 | 124歳                   | 1888年         | 2012年12月22日         | 出生時はオスマン帝国の施政下にあり、当時の政府が 発行した出生証明書をもとにイスラエル政府が 1888年生と記したIDカードを発行した。 |
| カルメロ・フロレス・ラウラ           | 男性 | 123歳327日              | 1890年7月16日  | 2014年6月8日           | ボリビアには1940年以前の戸籍は存在しないが、 洗礼証明書に記載された生年月日をボリビア当局が 認定した。                           |
| グエン・ティ・チュー                 | 女性 | 123歳069日              | 1893年5月4日   | 2016年7月12日          | ホーチミン市出身・在住。 ワールド・レコード・アソシエーション（WRA） により世界最高齢女性と認定されていた。                      |
| シン・ダラム・パル                   | 男性 | 122歳+                  | 1897年10月6日  | 2023年 生存確認        | 生年月日はパスポートの記載による。第18回アジア マスターズ陸上競技選手権大会にエントリー。                                        |
| エマ・ボディー・ビゲイ               | 女性 | 119歳158日              | 1887年11月3日  | 2007年4月6日           | 2007年公表の社会保障記録によると、 1896年生の110歳とも言われている。                                                             |
| マーガレット・マリッツ               | 女性 | 118歳326日              | 1906年9月27日  | 存命中                 | |
| ジュリア・フローレス・コルケ         | 女性 | 118歳302日              | 1900年10月26日 | 2019年8月24日          | 肺線維症のためコチャバンバ県サカバで死去。                                                                                       |
| フィロメナ・タイペ・メンドーサ       | 女性 | 117歳106日              | 1897年12月20日 | 2015年4月5日           | ワンカベリカ県在住。 ペルー政府より国内最高齢と認定されていた。                                                                  |
| フレディー・ブロム                   | 男性 | 116歳106日              | 1904年5月8日   | 2020年8月22日          | 現在の東ケープ州出身。自然死。                                                                                                   |
| 本郷かまと                           | 女性 | 116歳045日              | 1887年9月16日  | 2003年10月31日         | 実際の生年は1893年とする説がある。                                                                                               |
| クラヴディヤ・ガデュチキナ           | 女性 | 114歳257日              | 1910年12月5日  | 存命中                 | |
| ファウジャ・シン                     | 男性 | 114歳104日              | 1911年4月1日   | 2025年7月14日          | 世界最高齢の長距離ランナーとされたが、出生証明書は無い。                                                                         |
| グスタフ・ゲルネート                 | 男性 | 114歳06日               | 1905年10月15日 | 2019年10月21日         | |
| ジョアシス・デ・オリベイラ           | 男性 | 113歳302日              | 1911年10月21日 | 存命中                 | |

### 2000年以前没
伝説・神話の長寿
| 名前                       | 性別 | 年齢       | 生年月日       | 没年月日              | 備考 |
| -------------------------- | ---- | ---------- | -------------- | --------------------- | --- |
| 檀君                       | 男性 | 1908歳     | 紀元前2333年   | 紀元前1112年          | [ 37 ] |
| 李青曇                     | 男性 | 256歳+     | 1677年         | 1933年5月6日          | 生誕150年、200年に清国政府が祝辞の言葉をあげている。 |
| 儀左衛門                   | 男性 | 208歳+     | 1632年         | 1840年存命?           | 因幡国松下村の百姓。 江戸の中期に209歳(数え年)まで生き、将軍に自らの 白髪を献上したという記録が残り、妻も197歳まで生きた。 鳥取藩主・松平因幡守(池田斉訓)から表彰された時、孫夫婦までが 120歳以上だった(息子159歳、媳婦156歳、孫129歳、 孫の妻124歳。また、来孫まで名前が記載されている)。 |
| 満平                       | 男性 | 193歳+     | 1602年         | 1796年                | 三河国宝飯郡水泉村の百姓。萬平(万平)とも。 また、妻173歳、息子153歳、孫105歳とされている。 |
| 松原仙右衛門               | 男性 | 183歳+     | 1632年         | 1815年存命?           | 因幡国松原村の百姓。当時、妻・きのは171歳、 息子・佐右衛門は131歳、その妻・いさは129歳、 孫・富右衛門は103歳、その妻・かねは101歳だったという。 鳥取藩主・松平因幡守(池田斉稷)から表彰され、 苗字帯刀を許され、銭10貫文などを与えられた。                                                  |
| 景行天皇                   | 男性 | 143歳      | 垂仁天皇17年   | 景行天皇60年          | 日本の第12代天皇。 |
| 山崎清左衛門               | 男性 | 142歳+     | 1680年         | 1822年存命?           | 陸奥国一野村の百姓。 妻は139歳、息子は112歳、その妻は109歳。 盛岡藩主・南部大膳大夫(南部利用)から表彰され、 苗字帯刀を許され、銭10貫文などを与えられた。 |
| 伊藤婦乃                   | 女性 | 132歳258日 | 1819年6月7日   | 1952年2月19日         | 1953年発行の生命保険協会会報35号に記載あり。 |
| 飯越カメ                   | 女性 | 124歳118日 | 1826年3月28日  | 1950年7月24日         | 1954年9月16日付の朝日新聞千葉版(南部)に掲載。 生年月日及び没年月日は1953年発行の生命保険協会会報35号に記載あり。 |
| 倉平ハル                   | 女性 | 120歳311日 | 1815年5月18日  | 1936年3月24日         | 1933年1月に三越延命長寿の会が発行した 『健康に輝く延命長寿の栞』に文化12年4月10日(旧暦?) 生まれの119歳で日本最長寿として掲載されている年齢は 数え年と思われる。 |
| 泉重千代                   | 男性 | 120歳185日 | 1865年8月20日  | 1986年2月21日         | 1976年11月16日以降長寿世界一とされていたが、1880年生まれの 105歳説が指摘され、ギネスは2012年版より公認を取り消し。 |
| 麻原春                     | 女性 | 118歳256日 | 1833年8月22日  | 1952年5月4日          | 1953年発行の生命保険協会会報35号に記載あり。 |
| ルーシー・ハンナ           | 女性 | 117歳248日 | 1875年7月16日  | 1993年3月21日         | ジャンヌ・カルマンに次ぐ人類史上2番目の長寿とされていたが 生年に異議があるとして、年齢が取り消された。 実際は1895年生まれという説がある。 |
| キャリー・C・ホワイト      | 女性 | 116歳88日  | 1874年11月18日 | 1991年2月14日         | フローレンス・ナップの次の世界最高齢とされていたが、 生年に異義があるとして記録が取り消された。 |
| 藤本喜久次                 | 男性 | 116歳25日  | 1835年5月4日   | 1951年5月29日         | 1953年発行の生命保険協会会報35号に記載あり。 |
| アニティカ・ビュータリュー | 女性 | 115歳157日 | 1882年6月17日  | 1997年11月21日        | [ 42 ] |
| 鈴木サダ                   | 男性 | 112歳+     | 1796年/1797年  | 1909年5月12日         | 1909年5月14日付の朝日新聞に全国一の長寿者として 訃報記事が掲載。 |
| 阿實キノ                   | 女性 | 111歳+     | 1832年         | 1944年1月8日 生存確認 | 1944年1月8日付の読売新聞に掲載。 |
| 中村ノヨ                   | 女性 | 109歳348日 | 1792年1月18日  | 1902年1月1日 生存確認 | 1902年1月1日付の読売新聞に掲載。 |
| 四条貞子                   | 女性 | 106歳+     | 1196年         | 1302年10月22日        | 後深草・亀山両天皇の祖母で、1285年4月13日に開かれた 90歳(数え年)の祝賀の様子が『増鏡』『とはずがたり』などの 文学作品に描かれている。 |

## 高齢で死去した著名人
長寿そのものによって著名となった人物以外のいわゆる著名人にも100歳以上の長寿者は多い。例えば、日本の内閣総理大臣経験者の最高齢記録は東久邇稔彦の102歳である。

## 長寿法にまつわる逸話
- 古代ギリシア、ローマから行われる処女回生術という延命術は旧約時代に若い処女に接触することにより衰弱した老人を回生させ、長寿にすると考えられたことに基づく。中国にも房中術という同様の手法がある。
- 徐福は始皇帝から不老不死の仙薬を求めて蓬萊山に遣わされ、日本の紀州で死んだとされている。
- ヨーロッパで錬金術が発達したのは、不老不死の霊薬を得ることができなかったからでもある。
- フランスのシャルル＝エドゥアール・ブラウン・セカールは生殖腺の機能減退が老衰の原因であるとして青年の睾丸エキスを採取し、自らの身体に注射した。
- オーストリアの生理学者オイゲン・シュタイナッハ（英語版、ドイツ語版）は1921年、輸精管を結紮すれば睾丸の間質細胞が増殖して回春すると唱え、その研究所には手術希望者が集まり、日本の榊保三郎はこれを継承した。
- フランスのセルゲイ・ヴォロノフ（英語版、ロシア語版）は1927年、老衰した睾丸または卵巣を交換すれば回春し容易に125歳の長寿を得るといい1930年に来日した。
- ロシアのイリヤ・メチニコフは腸内細菌による中毒が老化の原因であるとして、乳酸菌の効果を力説した。
- フランスの医師・オリヴィエは3年間みずからの身体に珪酸を注射し動脈硬化および慢性腎炎をまぬかれ70歳で心身ともに回春したといい、1911年にドイツのロストック大教授・キューン（Kühn）は珪酸ナトリウム溶液の静脈注射で動脈硬化を防止し長寿を達し得ると言った。
- 日本国憲法下の内閣総理大臣として初のセンテナリアンとなった中曽根康弘は100歳の誕生日の談話で「規則正しい生活に加えて、常に森羅万象に興味を持つこと。探求心と好奇心が大事」と語っている[43]。アメリカのフロリダ大学などの研究者も、規律ある生活に関連するような規律ある性格は、人の寿命を5年延ばすことに関連していると主張しており[44]、ハーバード大学医学部も新しいことを学ぶことは、体と脳の健康に良いと主張している[45][46]。
- 『長寿の心得』（作者・年代不明）という長寿に関する有名な詩が存在する[47][48]。